# Atlantic Inferno
Atlantic Inferno is de 27e aflevering van Thunderbirds, de Supermarionationtelevisieserie van Gerry Anderson. Het is tevens de eerste aflevering van het tweede seizoen. De aflevering werd voor het eerst uitgezonden op ATV Midlands op 2 oktober 1966.

## Verhaal
Terwijl ze op vakantie is in Australië, komt Lady Penelope Creighton-Ward op het idee dat Jeff Tracy maar eens vakantie moet nemen. Ze belt Tracy Eiland en vertelt haar plan. Jeff wil niet gaan, omdat niemand anders dan International Rescue kan besturen, maar tot zijn ongenoegen zijn alle Tracy-broers het met Lady Penelope eens. Jeff gaat uiteindelijk akkoord en vertrekt naar Penelopes boerderij in Australië. Tijdens zijn afwezigheid heeft Scott de leiding. Alan neemt de besturing van Thunderbird 1 over.
Ondertussen houdt de marine een test met een aantal nucleaire torpedo’s in de Atlantische Oceaan. Frank Hooper, de commandant van het booreiland Seascape, uit zijn onvrede, maar de marine verzekert hem dat er geen gevaar is. Een doelraket wordt uitgezet, maar een van de nucleaire torpedo’s mist zijn doel en ontploft op de zeebodem. Hooper beveelt dat het booreiland hoger moet komen te liggen, maar voorlopig lijkt verstoring in het water het enige gevolg te zijn.
Jeff arriveert in Australië en wordt verwelkomd door Parker. Hij belt nog eenmaal Tracy Eiland, maar daar gaat alles prima. Die nacht blijkt de torpedo toch meer schade te hebben aangericht dan aanvankelijk werd gedacht. Op de plaats van de inslag ontstaat een 200 voet hoge zuil van vuur die uit het water opstijgt. Hooper vreest dat het aardgasveld onder de zeebodem vlam heeft gevat. John waarschuwt Scott. Brains vreest dat een nog grotere ontploffing een tsunami kan veroorzaken. Jeff hoort op de radio ook over de vuurzuil, maar vertrouwt erop dat Scott geen actie zal ondernemen daar er nog geen direct gevaar is.
Jeffs vermoeden blijkt onjuist. Scott stuurt Virgil, Gordon en Alan erop af met Thunderbird 1 en 2. Met Thunderbird 4 brengt Gordon een afsluiting aan op de bron van de vuurzuil en dooft zo het vuur. Terug op Tracy Eiland feliciteert iedereen Scott met zijn beslissing. Jeff belt echter op en uit zijn onvrede. Hij wil onmiddellijk terugkeren naar Tracy Eiland, maar Lady Penelope kan hem hiervan weerhouden.
Niet veel later ontstaat echter een tweede vuurzuil in de Atlantische Oceaan, net iets naast de vorige. Brains komt met de theorie dat het vuur zich ondergronds verspreidt en op iedere zwakke plek bovenkomt. Een van die zwakke plekken is de Seascape zelf. Scott wil echter niet nog een keer uitrukken om enkel een vuurzuil te doven, en laat de marine al het Seascape-personeel evacueren.
Een van de steunpilaren van de Seascape begeeft het en het hele platform helt naar een kant. Hooper en zijn assistent Dick O’Shea gaan met een duikersklok naar de zeebodem om de schade te inventariseren. Een volgende explosie beschadigt de Seascape nog meer en de kabels van de duikersklok knappen, waarna de klok zelf vast komt te zitten op de zeebodem.
John informeert Scott over de situatie. Volgens Brains is de Seascape het volgende slachtoffer. Scott stuurt nu wel Thunderbirds 1, 2 en 4 eropuit om Hooper en O’Shea te redden. Ondertussen evacueert de marine de rest van het personeel.
Jeff hoort op het journaal de ernst van de situatie en wil nu echt terug naar Tracy Eiland. Penelope kan hem niet tegenhouden en gaat daarom met hem mee. Gordon vindt de duikersklok. Met de laser van Thunderbird 4 snijdt hij de laatste kabels die de klok nog verbinden met het booreiland door, en tilt de klok vervolgens met zijn magnetische klemmen naar boven. Aan de oppervlakte tilt Thunderbird 2 de klok uit het water en brengt hem naar een wachtend marineschip. De Seascape vat vlam en explodeert. Het lijkt Brains het beste om geen pogingen meer te doen het vuur te doven, maar alles gewoon uit te laten branden.
Terug op Tracy Eiland feliciteert Jeff zijn zonen met de geslaagde redding. Scott is nu zelf echter aan rust toe en twijfelt dan ook geen moment om de leiding over de organisatie terug te geven aan zijn vader.

## Rolverdeling

### Reguliere stemacteurs
- Jeff Tracy — Peter Dyneley
- Scott Tracy — Shane Rimmer
- Virgil Tracy — Jeremy Wilkin
- Alan Tracy — Matt Zimmerman
- Gordon Tracy — David Graham
- John Tracy — Ray Barrett
- Brains — David Graham
- Tin-Tin — Christine Finn
- Lady Penelope Creighton-Ward — Sylvia Anderson
- Aloysius Parker — David Graham

### Gastrollen
- Sir Harry — John Tate
- Commandant van de marine — Peter Dyneley
- Atlantische Kapitein — David Graham
- Frank Hooper — John Tate
- Cravitz — Jeremy Wilkin
- Dick O’Shea — Jeremy Wilkin
- Atom Sub Reaper Kapitein — Ray Barrett
- Atom Sub Reaper Luitenant — Matt Zimmerman
- Nieuwslezer — Ray Barrett

## Machines
De machines en voertuigen in deze aflevering zijn:
- Thunderbird 1
- Thunderbird 2 (met capsule 4)
- Thunderbird 4
- Thunderbird 5
- FAB1
- Seascape-booreiland
- Schepen van World Navy
- Atom Sub Reaper
- Magnetische klemmen
- Sealing Device
- Road Construction Vehicle
- Woestijnjeep
- Jeff Tracy’s vliegtuig

## Fouten
- Wanneer Sir Harry Penelope naar FAB 1 brengt draagt hij een gele helm. In de erop volgende close-up draagt hij de helm niet meer. Wanneer het beeld daarna weer uitzoomt, heeft hij de helm wel weer op.
- Lady Penelope zou op haar boerderij 200 007 schapen hebben, maar de automatische schapenteller die ze gebruikt kan maar tot getallen tot 5 cijfers weergeven.

## Trivia
- Atlantic Inferno werd oorspronkelijk uitgezonden tijdens een herhaling van de oudere Thunderbirdsafleveringen.
- Sir Harry’s Road Construction Vehicle is een geel gekleurde versie van het Gray & Houseman Road Construction Vehicle uit End of the Road.
- De pop van de marinecommandant werd eerder gebruikt voor de commandant van Matthews Field in The Cham-Cham.
- Atlantic Inferno is de enige aflevering waarin Thunderbird 1 niet door Scott werd bestuurd.
- Atlantic Inferno werd door Alan Fennell en Keith Page omgezet tot strip voor deel 27-29 van Thunderbirds: The Comic in 1992.